# Macrostactobia elawalikanda
Macrostactobia elawalikanda är en nattsländeart som beskrevs av Schmid 1958. Macrostactobia elawalikanda ingår i släktet Macrostactobia och familjen smånattsländor. Inga underarter finns listade i Catalogue of Life.